# Polnisch-slowenische Beziehungen
Polnisch-slowenische Beziehungen sind die außenpolitischen Beziehungen zwischen Polen und Slowenien. 
Die Beziehung beider Völker reichen ins Mittelalter zurück. Wincenty Kadłubek ging davon aus, dass der polnische Fürst Krak und Gründer von Krakau aus dem heutigen Slowenien stammte. Der polnische König Bolesław der Kühne soll sich nach seiner Vertreibung aus Polen im 11. Jahrhundert im heutigen Slowenien aufgehalten haben. Der schlesische Piastenherzog Konrad Köberlein wurde im 13. Jahrhundert zum Patriarchen von Aquileia ernannt. Anna von Polen heiratete in die slowenischen Grafen von Cilli ein. Ihre Tochter Anna von Cilli wurde wiederum polnische Königin. Nach den polnischen Teilungen fanden sich Polen in Galizien und Slowenen in Kärnten zusammen in der Habsburger Monarchie wieder. 
Polen war einer der ersten Staaten, der die Unabhängigkeit Sloweniens nach dem Zerfall Jugoslawiens anerkannt hatte. Beide Staaten nahmen sodann diplomatische Beziehungen auf. 
Die polnische Botschaft befindet sich in Ljubljana, die Sloweniens in Warschau. 